# Margaret Wu
Pour les articles homonymes, voir Wu.
Margaret Wu (née le 28 juin 1950) est une statisticienne et universitaire australienne spécialisée dans la gestion de l'éducation. Elle est professeure émérite à l'université de Melbourne et a notamment contribué à la conception de l'estimateur Watterson (en) qui aide à déterminer la diversité génétique d'une population. 

## Biographie
Margaret Wu naît dans une famille d'origine chinoise. Son père est universitaire. Elle étudie les statistiques à l'université de Melbourne et obtient son diplôme en 1972. Elle est assistante de recherche à l'université Monash de 1973 à 1988, et elle y apprend à programmer. Elle travaille avec G. A. Watterson sur l'estimateur Watterson, un moyen de déterminer la diversité génétique d'une population et obtient une maîtrise en informatique de l'Institut royal de technologie de Melbourne en 1985. 
Margaret Wu est professeure à l'Ivanhoe Girls' Grammar School, où elle enseigne le chinois et les mathématiques durant trois ans. Elle est ensuite chargée de recherche principale au Conseil australien pour le développement de la recherche en éducation (ACER) en 1992, et directrice adjointe du Programme international pour le suivi des acquis des élèves (PISA). En collaboration avec l'ACER et l'université de Melbourne, Wu réalise un deuxième master, en sciences de l'éducation, pour laquelle elle reçoit le prix Freda Cohen, puis elle prépare un doctorat. Wu est nommée officier technique à la Commonwealth Scientific and Industrial Research Organisation en 1997.
Elle s'intéresse au développement de la théorie de la réponse aux items à partir de 1995 et développe deux logiciels de réponse aux items qui analysent les données PISA et TIMSS ; ACER ConQuest (1998) et le R-package TAM (2010),,.
Elle est nommée professeure associée à l'université de Melbourne en 2008. Elle étudie l'influence des pratiques collaboratives des enseignants utilisant des décisions fondées sur des preuves sur les résultats des élèves. Elle est nommée professeure à l'université Victoria de Melbourne en 2012. Wu est sceptique quant à l'importance du programme national d'évaluation - littératie et numératie (NAPLAN (en)) et aux résultats du PISA en raison d'erreurs de mesure acquises lors de la collecte de données. Elle est également préoccupée par les inférences qui peuvent être tirées des données d'évaluation, telles que l'utilisation des performances des élèves pour évaluer les performances des enseignants,,. Elle estime que si les enseignants contribuent à l'éducation, d'autres facteurs sont susceptibles d'être plus importants. Après la publication des données sur le site Web My School, Wu critique le mauvais usage fait selon elle des tests standardisés,. Ses efforts ont abouti à une enquête sur l'efficacité de NAPLAN. Ses conclusions sont confirmées en 2018, lorsque Les Perelman (en) et Walt Haney annoncent que les résultats NAPLAN d'un million d'élèves devraient être « rejetés »,.

## Reconnaissances
Les contributions de Margaret Wu à l'estimateur Watterson sont confirmées par une recherche dirigée par Emilia Huerta-Sánchez, de l'université Brown, et Rori Rohlfs de l'université d'État de San Francisco),,, pour laquelle les contributions à la revue Theoretical Population Biology (en) publiées entre 1970 et 1990 ont été analysées. Elle était l'une des programmatrices, toutes des femmes, dont les articles étaient les plus cités.